# باب ریچاردز
باب ریچاردز (انگلیسی: Bob Richards؛ زادهٔ ۲۰ فوریهٔ ۱۹۲۶) ورزشکار پرش با نیزه اهل ایالات متحده آمریکا بود.
وی در مسابقات کشوری و بین‌المللی در مجموع برندهٔ ۴ مدال طلا، ۱ مدال نقره، ۱ مدال برنز شده‌است.